# Fotogramas de Plata 1968
El lliurament dels 19è Premis Fotogramas de Plata (coneguts oficialment com a Placa San Juan Bosco), corresponents a l'any 1968, lliurats per la revista espanyola especialitzada en cinema Fotogramas, va tenir lloc el 31 de gener de 1969, diada de Sant Joan Bosco, a la residència de la família Nadal, propietària de la revista, al barri de Pedralbes (Barcelona). Les plaques foren recollides personalment pels guanyadors menys la de Sidney Poitier, que fou recollida per Adolfo Marsillach en representació.

## Candidatures

### Millor intèrpret de cinema espanyol
| Intèrpret   | Pel·lícula               | Resultat   |
| ----------- | ------------------------ | ---------- |
| Sonia Bruno | Oscuros sueños de agosto | Guanyadora |

### Millor intèrpret de cinema estranger
| Actriu         | Pel·lícula              | Resultat  |
| -------------- | ----------------------- | --------- |
| Sidney Poitier | Endevina qui ve a sopar | Guanyador |

### Millor intèrpret de televisió
| Intèrpret      | Sèrie de televisió | Resultat   |
| -------------- | ------------------ | ---------- |
| Marisa Paredes | Tasca de conjunt   | Guanyadora |